# ويليام أ. كولبيبر
ويليام أ. كولبيبر (بالإنجليزية: William A. Culpepper)‏ هو قاضي ومحامي أمريكي، ولد في 22 يوليو 1916 في الإسكندرية في الولايات المتحدة، وتوفي في 4 أكتوبر 2015 في ليتل روك في الولايات المتحدة.